# Elateropsis fulvipes
Elateropsis fulvipes là một loài bọ cánh cứng trong họ Cerambycidae.